# Hoplocorypha garuana
Hoplocorypha garuana es una especie de mantis de la familia Thespidae.

## Distribución geográfica
Se encuentra en Angola, Camerún, Namibia, Tanzania, y Togo.